# Yanqing

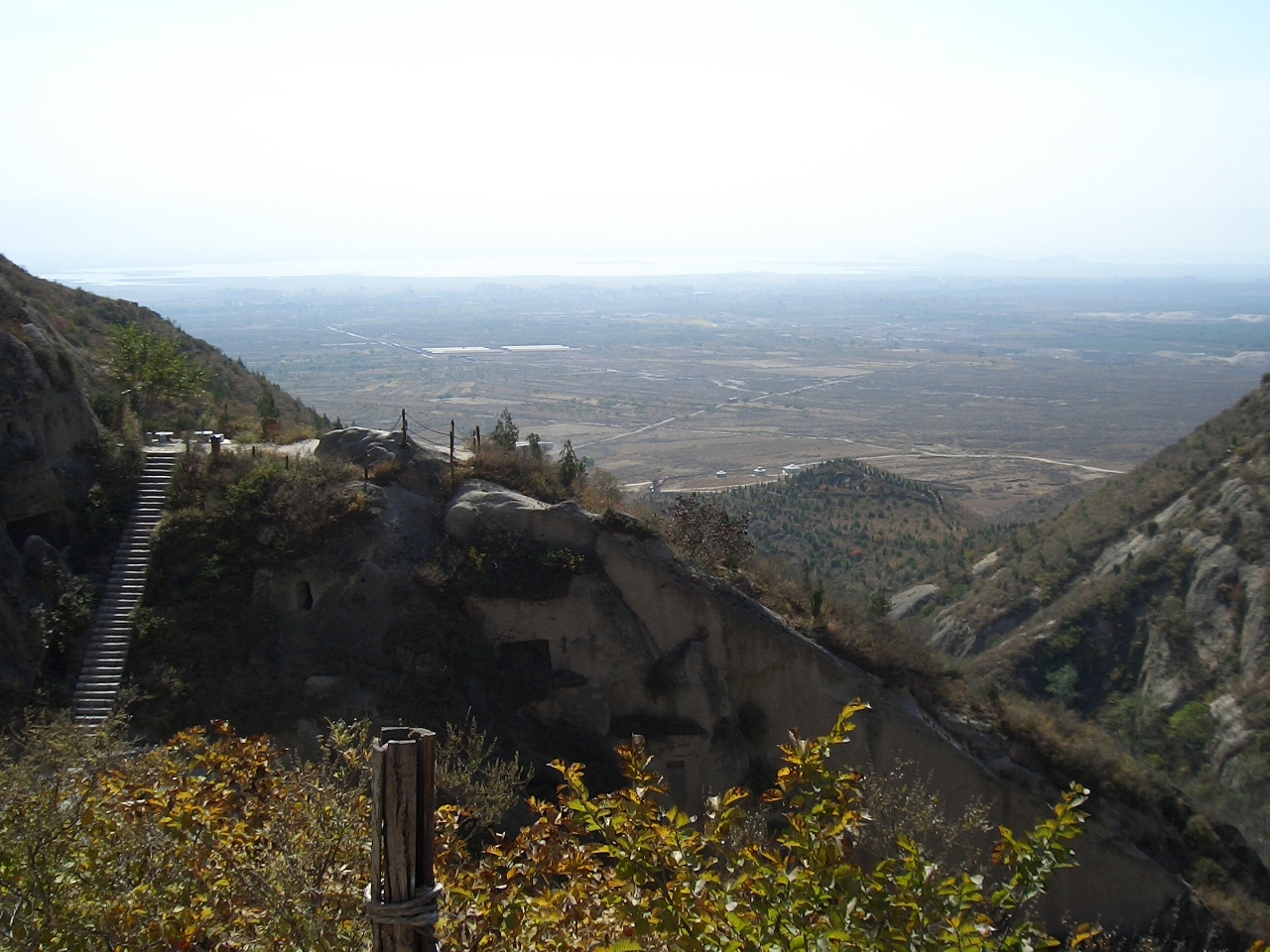
Landschaft in Yanqing

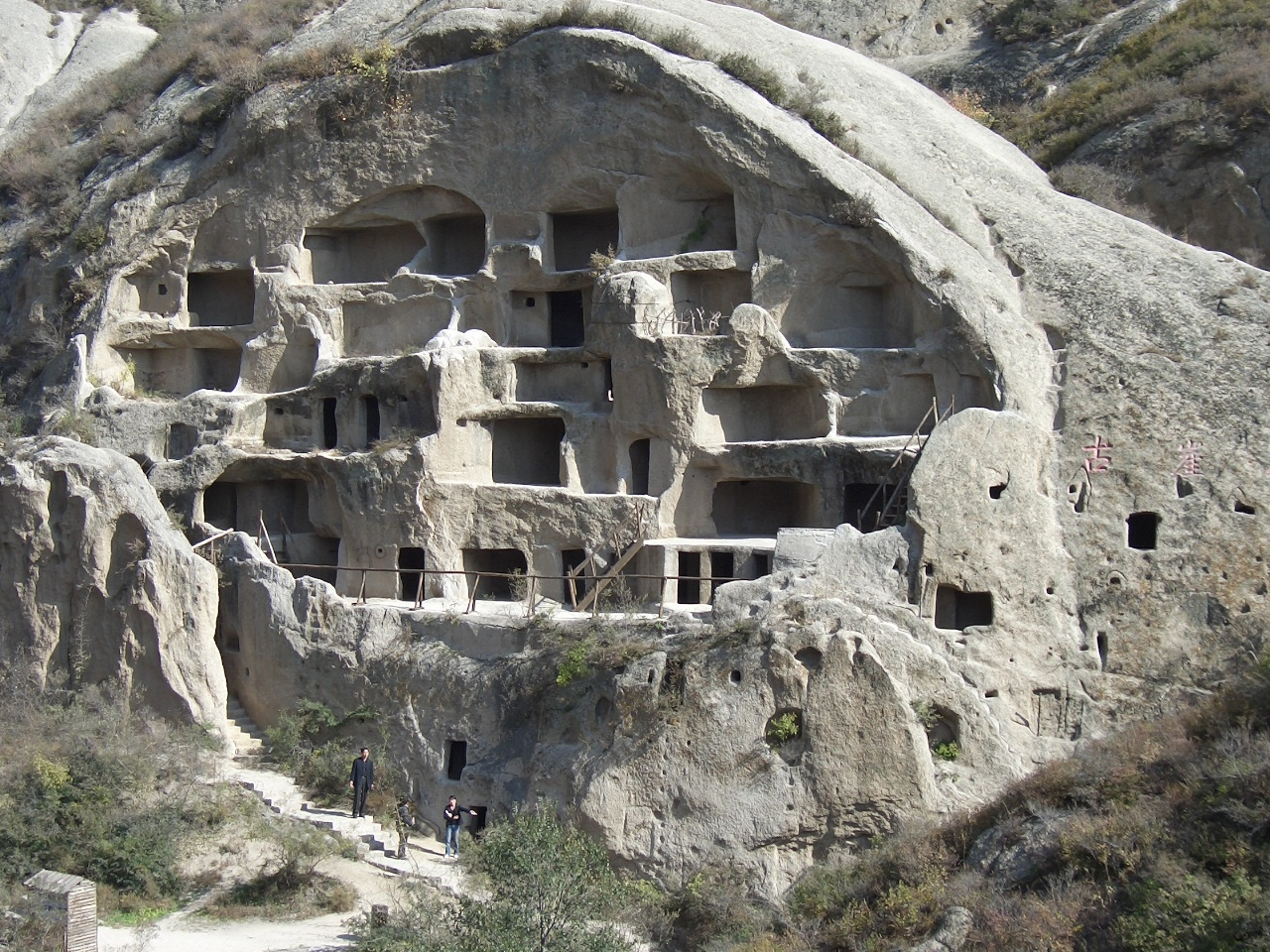
Guyaj-Ruinen im Kreis Yanqing

Yanqing (chinesisch 延慶區 / 延庆区, Pinyin Yánqìng Qū) ist ein Stadtbezirk der regierungsunmittelbaren Stadt Peking in Nordchina.
Der Kreis Yanqing liegt im Nordwesten des Verwaltungsgebiets von Peking. Er hat eine Fläche von 1.995 km² und 345.671 Einwohner (Stand: Zensus 2020). Bei Volkszählungen wurden 1990 in Yanqing 274.406 Einwohner gezählt, 275.433 im Jahr 2000, und 317.426 im Jahr 2010.

## Administrative Gliederung des Kreises Yanqing
Auf Gemeindeebene setzt sich Yanqing aus drei Straßenvierteln, elf Großgemeinden und vier Gemeinden zusammen. Diese sind:
- Straßenviertel Rulin (儒林街道), Sitz der Kreisregierung;
- Straßenviertel Baiquan (百泉街道);
- Straßenviertel Xiangshuiyuan (香水园街道);
- Großgemeinde Badaling (八达岭镇);
- Großgemeinde Dayushu (大榆树镇);
- Großgemeinde Jingzhuang (井庄镇);
- Großgemeinde Jiuxian (旧县镇);
- Großgemeinde Kangzhuang (康庄镇);
- Großgemeinde Qianjiadian (千家店镇);
- Großgemeinde Shenjiaying (沈家营镇);
- Großgemeinde Sihai (四海镇);
- Großgemeinde Yanqing (延庆镇);
- Großgemeinde Yongning (永宁镇);
- Großgemeinde Zhangshanying (张山营镇);
- Gemeinde Dazhuangke (大庄科乡);
- Gemeinde Liubinbao (刘斌堡乡);
- Gemeinde Xiangying (香营乡);
- Gemeinde Zhenzhuquan (珍珠泉乡).